# Mary Rosamund Haas
Mary R. Haas (o Mary Rosamund Haas) (Richmond, Indiana, 1910-1996) era una lingüista estadounidense, casada con el también lingüista Morris Swadesh. 

## Biografía
Estudió en el Earlham College. En la Universidad de Chicago se graduó en filología comparativa y recibió el doctorado en lingüística en la Universidad de Yale en 1935 con la disertación A Grammar of the Tunica Language (tunica era una lengua amerindia hablada en Luisiana). Haas trabajó con el último hablante fluente de tunica, Sesostrie Youchigant, obteniendo extensos vocabularios y gramáticas. Más tarde, contactó con los dos últimos hablantes de natchez en Oklahoma, Watt Sam y Nancy Raven, consiguiendo documentar una numerosa información sobre la lengua.
Se especializó en la clasificación de las lenguas amerindias, y juntamente con Charles F. Voegelin propuso la clasificación aceptada actualmente, que supera en algunos aspectos la propuesta antecedente hecha por Edward Sapir.
Después de la Segunda Guerra Mundial se dedicó al estudio de la lengua thai, y fue una de las pioneras del estudio de las lenguas siamesas en los Estados Unidos. En 1963 fue nombrada presidenta de la Linguistic Society of America.